# Jean-Paul de Lascaris-Castellar
Jean-Paul de Lascaris-Castellar (1560. június 28., Nice – 1657. augusztus 14., Málta) francia johannita lovag, Manosque lovagja, a Jeruzsálemi Szent János Ispotályos Lovagrend 57. nagymestere volt. Különböző forrásokban Jean, Jean Baptiste és Juan keresztnévvel is feltűnik.

## Életútja

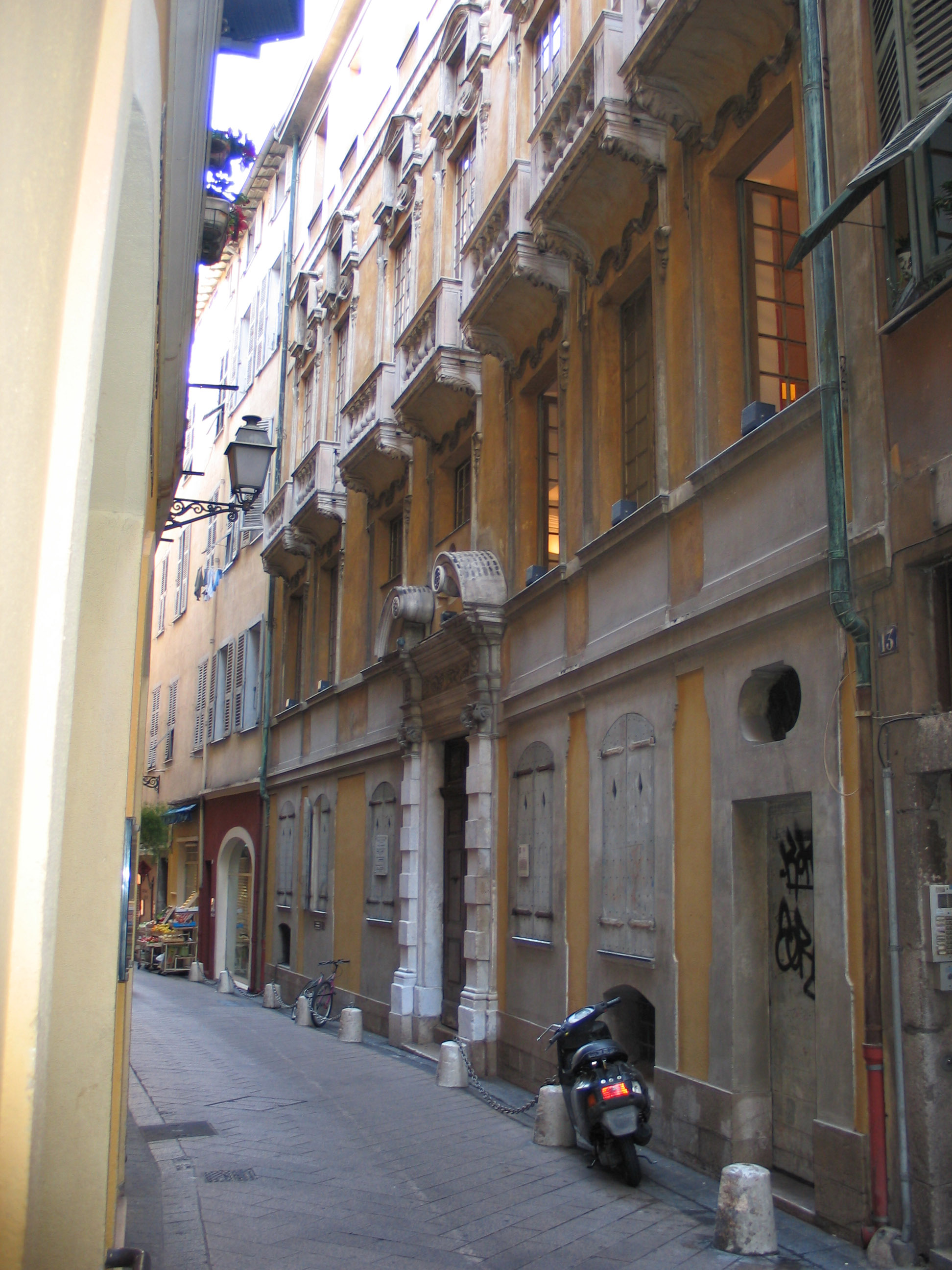
A Lascaris-Ventimiglia család palotája Nizzában

Az előkelő genovai Ventimiglia család tagjaként született, Laszkarisz Teodor bizánci császár távoli leszármazottja volt. Hugues de Verdalle nagymester uralma idején lépett be a rendbe Máltán. 1627 és 1629 között a franciaországi Saint-Félix régió parancsnoka. 1636-ban kényes helyzetben vette át a rend vezetését: a spanyol-francia háború kilátástalan helyzetbe hozta Máltát, ugyanis hűbérura, Spanyolország királya állt hadban a rend legnagyobb támogatójával, Franciaországgal. Elsőként meg kellett békítenie a szicíliai alkirályt, aki megszüntette a gabonaszállítást Máltára, az éhhalállal fenyegetve a szigeteket. 1643-ban a Marsamxett öbölbeli Isola del vescovón karanténkórházat alapított. Nagy figyelmet fordított a flotta megerősítésére, amelyeket így még sikeresebb küldetésekre indíthatott. 1644-ben hat gályája fogságba ejtett egy hatalmas török szállítóhajót, és hatszáz ellenséges katonát vágtak le, 120 fős saját veszteség mellett. Foglyul ejtették Ibrahim szultán egyik háremhölgyét és fiát is, aki később katolikus szerzetes lett. A szultán emiatt újabb támadással fenyegette Máltát, Lascaris-Castellar ezért hozzáfogott egy ostrom elleni védelem előkészítéséhez. Visszahívta a külföldi megbízatáson lévő lovagokat is, Európából pedig önkéntesek áramlottak a szigetre annak reményében, hogy egy az 1565-ös ostromhoz hasonló esemény részesei lehetnek. A szultán, akit figyelmeztettek az előkészületekről, ezek után inkább a krétai Candia ostromába fogott, a lovagrend hajói csatlakoztak a védőkhöz, ám a város nemsokára elesett. A szigetek védelmére őrtornyok építését rendelte el, valamint az előde által Valletta előterében tervezett újabb erődítések kivitelezését is folytatta. 1650-ben rendeletet hozott, miszerint a lovagok birtokában lévő könyveket haláluk után tilos áruba bocsátani, azokat a rend könyvtára rendelkezésére kell bocsátani. A könyvtárt a nyilvánosság számára is meg akarta nyitni, ezzel megvetette a mai állami könyvtár alapjait. 1657-ben halt meg, 97 évesen. Azonos nevű unokaöccse követte példáját Saint-Felix parancsnokságában majd vezető beosztásokban a vallettai Auberge de Provence-ban is.
Uralkodása alatt betiltotta az egyházközségek ünnepeinek (festa) megtartását, ezért az ünneprontókat néha ma is "Lascaris-arcúnak" nevezik.

## Építményei

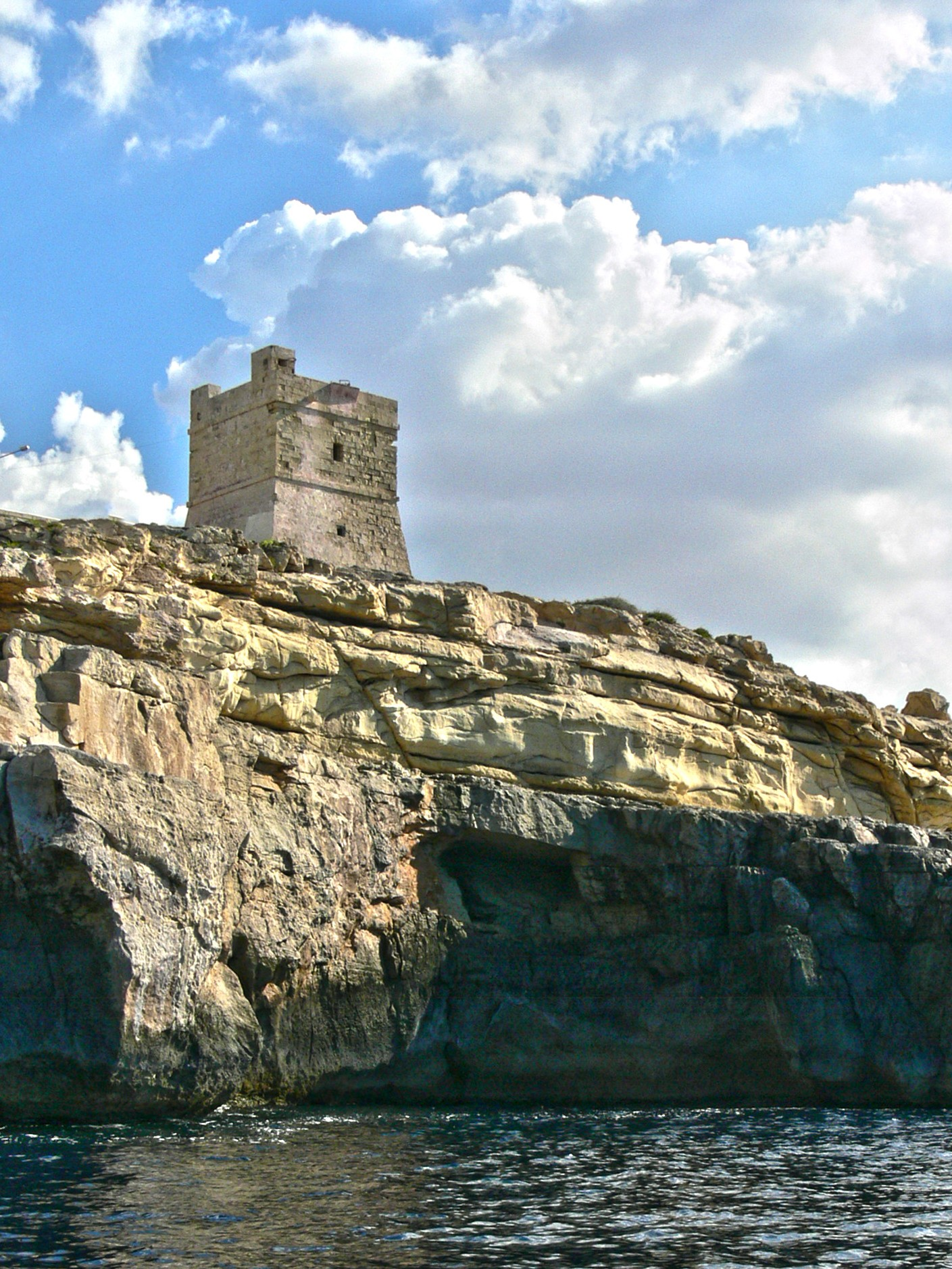
A Ta' Xuta torony Málta déli partján

A szigetek védelmére őrtornyokat épített a veszélyesnek ítélt partszakaszokon:
- Szent Ágota-torony vagy Vörös torony, (Mellieħa)
- Lippija torony (Mġarr)
- Għajn Tuffieħa torony, (Mġarr)
- Nadur torony, (Borg-in-Nadur, Rabat)
- Blat Mogħża torony (Mġarr, összeomlott)
- Qawra torony, (Qawra)
- Ta’ Xuta torony (Sciuta Tower, Wied iż-Żurrieq, Qrendi)
- Szent György-torony, (San Ġiljan)
- Dwejra torony (Gozo, Dwejra, San Lawrenz)
- Xlendi torony (Gozo, Xlendi)

Ezen kívül a Valletta előterében tervezett, nem sokkal korábban megkezdett erőd (Floriana) munkálatait is folytatta.